# Balloo
Balloo (Drents: Baal of Bal) is een esdorp in de gemeente Aa en Hunze, in de Nederlandse provincie Drenthe. Het ligt ten oosten van Assen en net ten noordwesten van Rolde. Ballo was in het verleden een van de plaatsen waar in Drenthe de etstoel samenkwam. Op 1 januari 2023 had Balloo 160 inwoners. Onder Balloo valt ook de buurtschap Balloërveld.

## Geschiedenis
Balloo ligt op een van de oudste verkeersroutes door Drenthe. Deze route liep van Sleen via Rolde en Balloo naar Groningen. Langs die route door het veen ontstonden de eerste nederzettingen. Dat Balloo daarbij enige status had blijkt uit de aanwezigheid van de Balloërkuil, vlak bij het dorp. Hier zouden in de prehistorie al vergaderingen en rechtszittingen hebben plaatsgevonden. Later wordt dit ook een van de drie plaatsen waar de etstoelbijeenkomt.
Op 20 april 1839 werd ten oosten van het Balloërveld, in de vallei van het Rolderdiep, een muntschat uit de Laat-Romeinse tijd gevonden. De schat bestond uit 350-370 zilveren denarii, Romeinse munten. Het sluitstuk dateert uit circa 180, na Christus. Na de vondst werd de schat aan twee Asser zilversmeden verkocht en is door omsmelting grotendeels verloren gegaan. Een kwart deel werd echter gekocht door Lucas Oldenhuis Gratama (1815-1887) en bevindt zich nu als onderdeel van de collectie Gratama in het Drents Archief in Assen. In Drenthe zijn een aantal grote muntschatten gevonden uit de Romeinse tijd. (Emmer-Erscheidenveen 1915; Barger-Oosterveld 1936, Barger-Compascuum 1952; Beilen 1955; Anloo, 2009). Balloo is een van de grootste vondsten.

## Ligging
Balloo is een vrijwel onaangetast esdorp. Opvallend is dat de boerderijen niet aan een brink liggen, maar in een cirkelvorm aan een grote open ruimte, de Hoven. Een kilometer ten noordoosten van het dorp stroomt het Loonerdiepdiepje. Het Balloërveld was jarenlang in gebruik als oefenterrein bij defensie maar is tegenwoordig in beheer bij Staatsbosbeheer.

## Bezienswaardigheden
Even ten westen van het dorp ligt de Kampsheide, het eerste natuurgebied dat werd aangekocht door Het Drentse Landschap. Het gebied is onder meer bekend vanwege de aanwezigheid van een fraaie pingoruïne. Enkele honderden meters ten noorden van de Kampheide ligt het hunebed D16.
Ten noorden van het dorp ligt het uitgestrekte Balloërveld.

## Fotogalerij

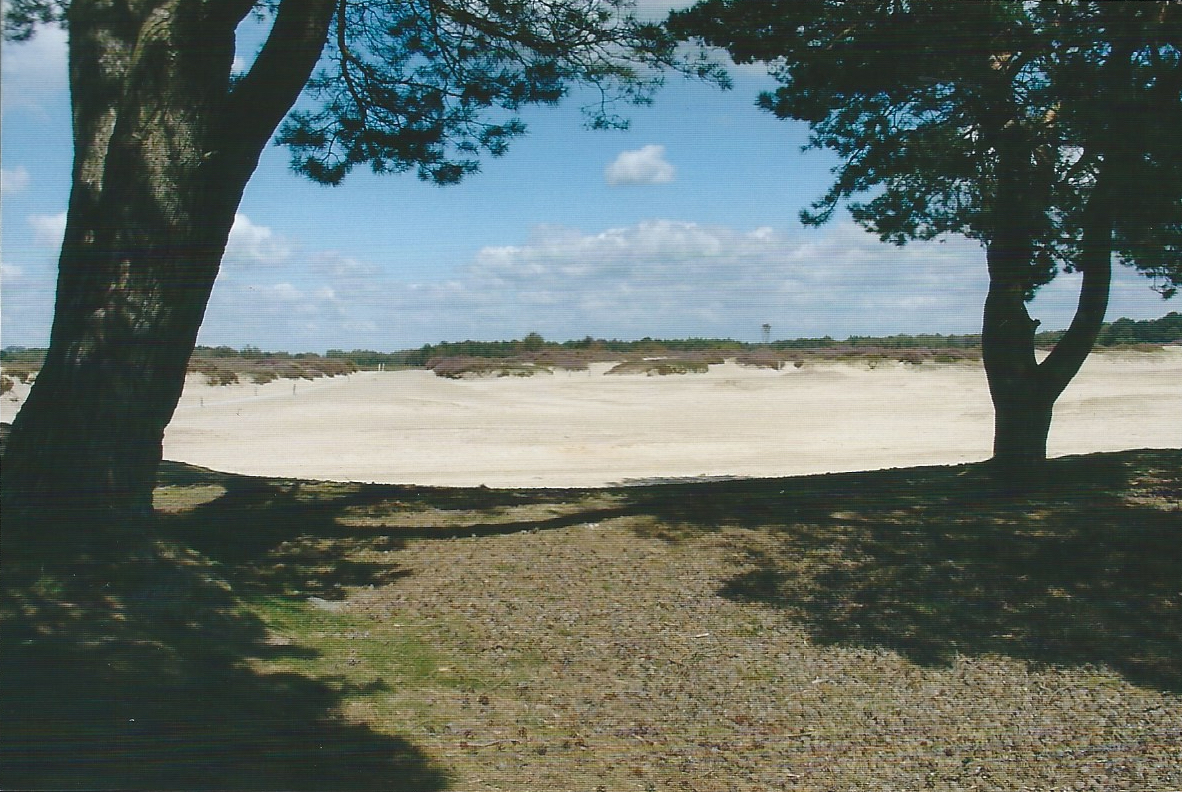
zandverstuiving op het Balloërveld
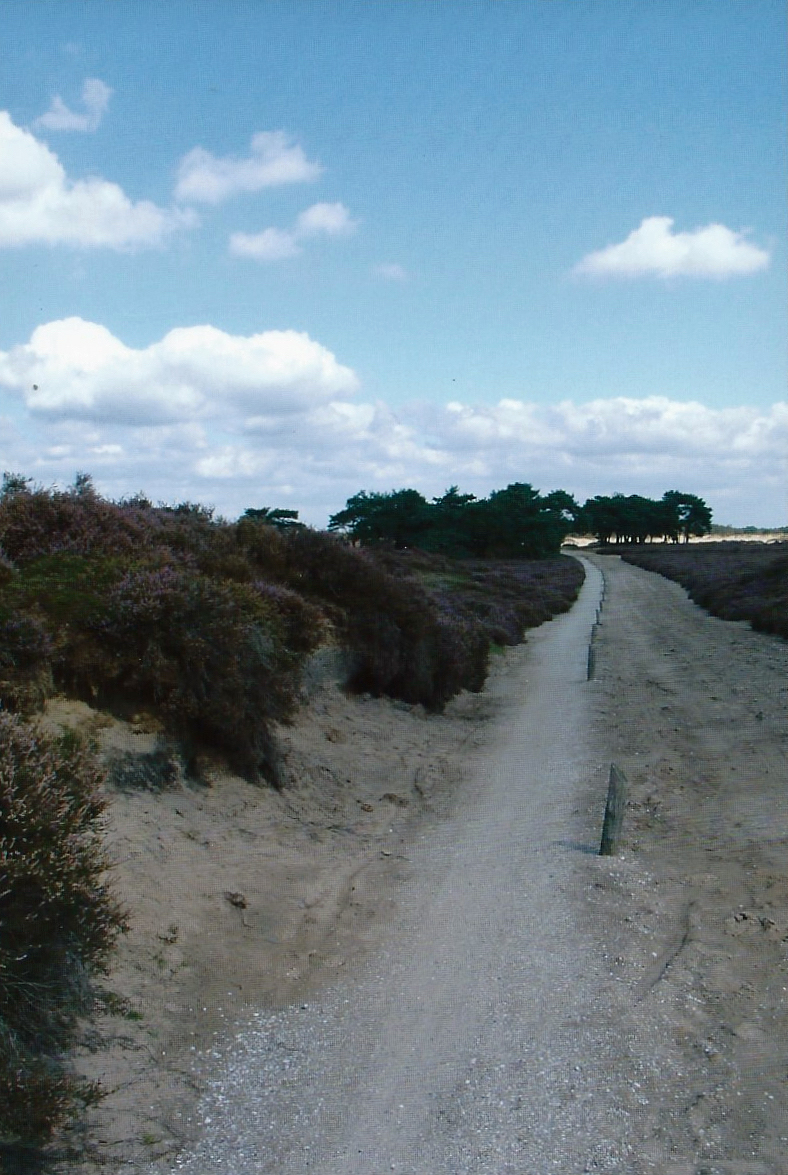
fietspad Balloërveld
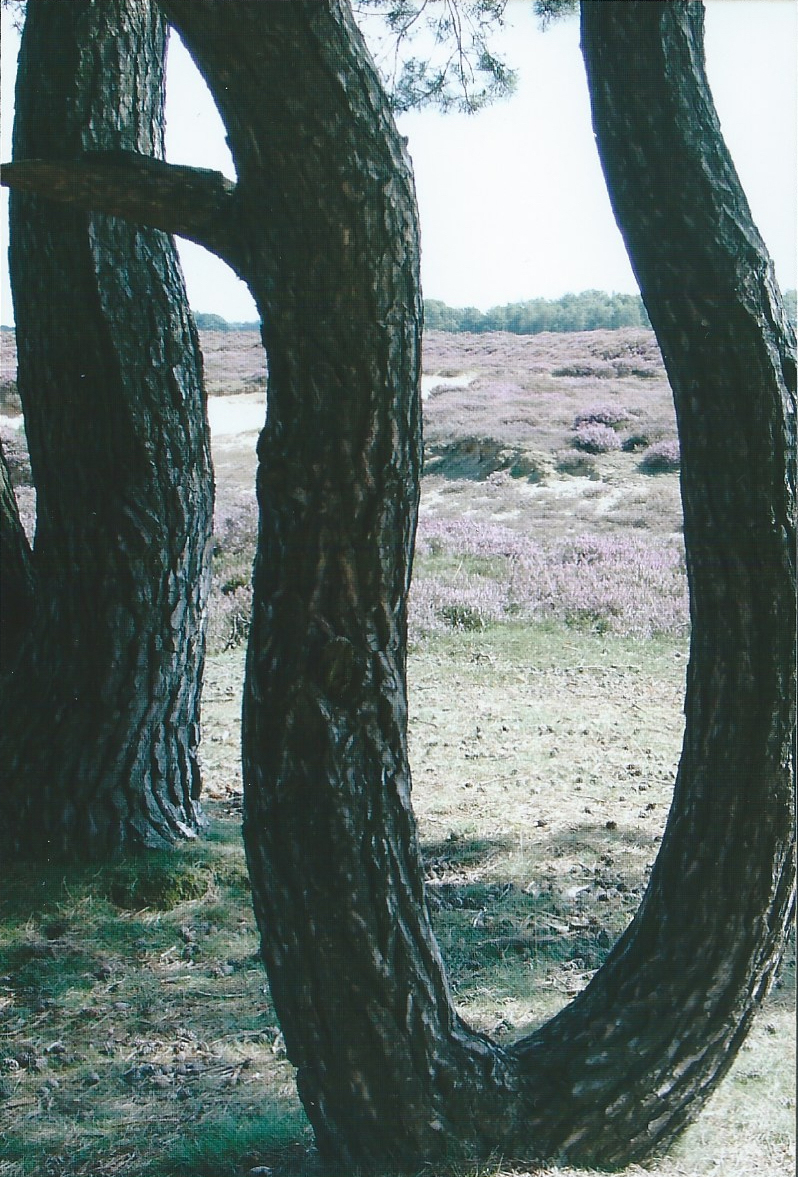
impressie van het Balloërveld